# František Xaver Mercandin
František Xaver hrabě Mercandin (německy Franz Xaver Graf Mercandin von Ruffin) (17. února 1802 Praha – 6. listopadu 1877 Vídeň) byl rakouský státní úředník a politik. Od mládí působil ve státní správě v Českém království, proslul svým působením v krajských úřadech v Klatovech a Olomouci, později zastával vyšší funkce ve správě Čech a Haliče. Nakonec byl prezidentem Nejvyššího účetního dvora ve Vídni (1866–1877). Byl též poslancem českého zemského sněmu a od roku 1867 členem rakouské Panské sněmovny. 

## Životopis

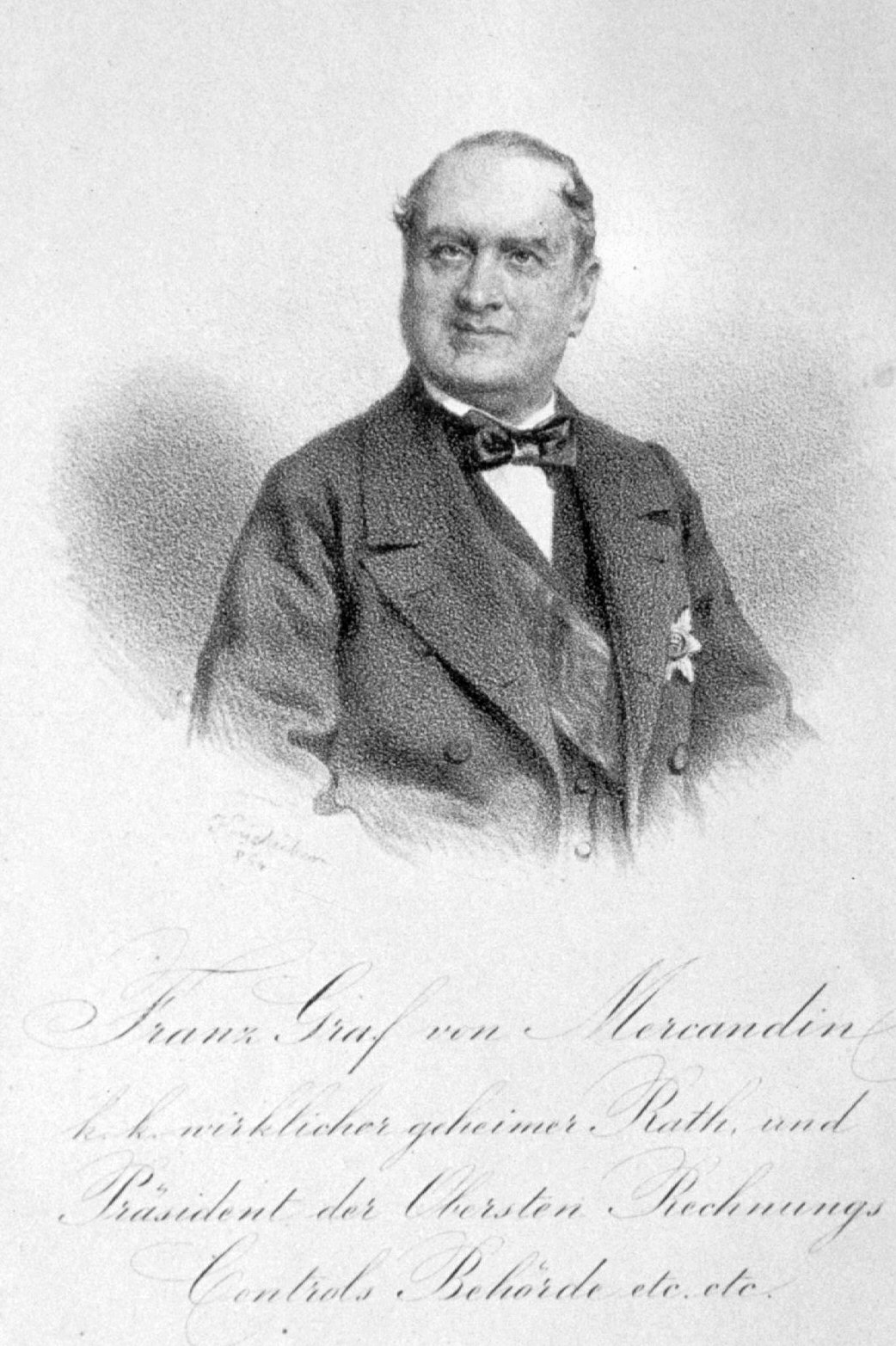
Hrabě Franz Xaver Mercandin v roce 1864 (litografie, Josef Kriehuber)

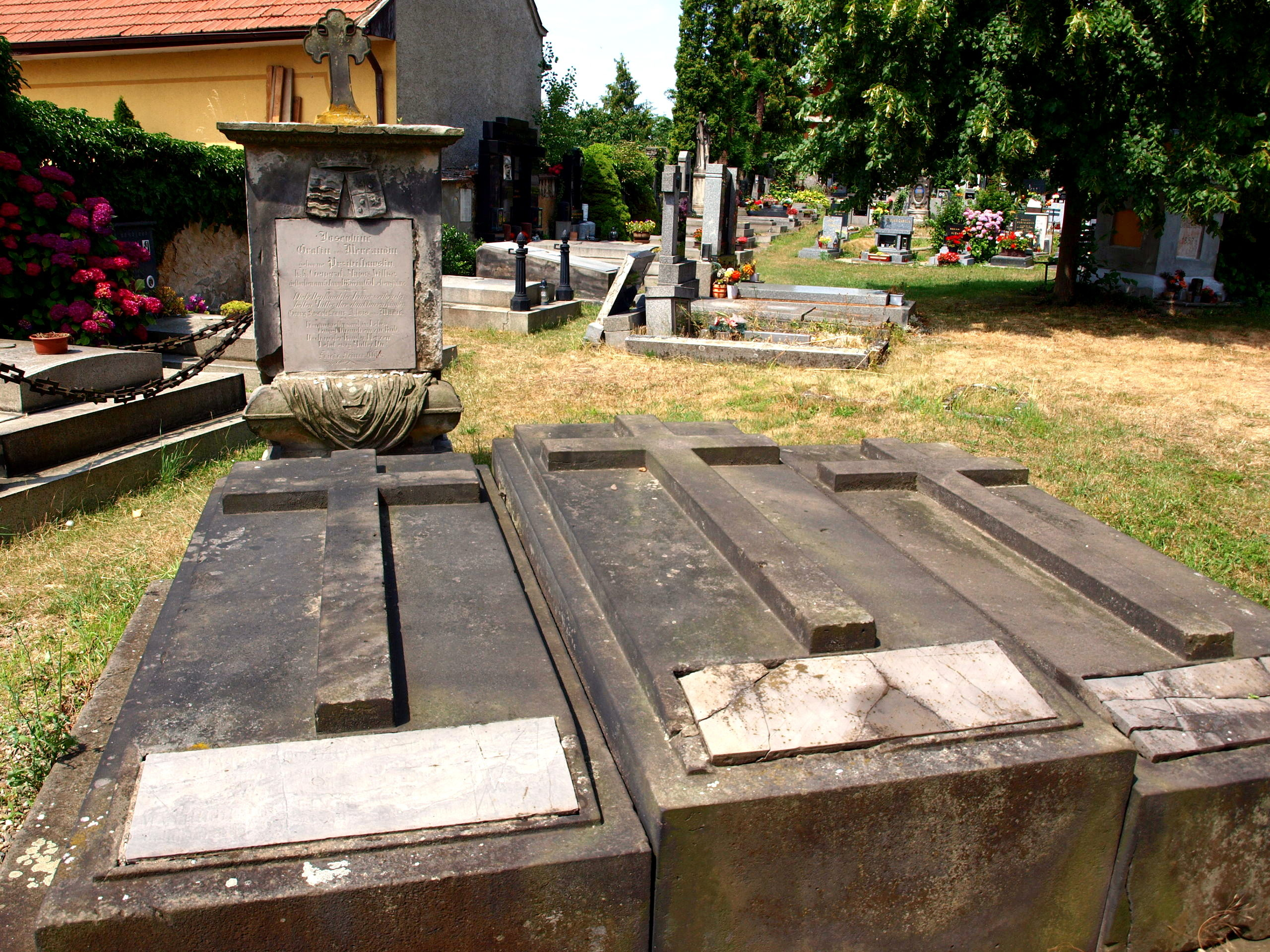
Hrobka rodiny Mercandinů na hřbitově ve Zdibech

Pocházel z rodiny francouzského původu připomínané od 16. století (jméno uváděno též jako Mercantin), byl synem generálmajora Jeana Baptisty Mercandina (1748–1813), účastníka napoleonských válek a brigádního velitele v Praze. Studoval na Tereziánské akademii ve Vídni a v roce 1825 vstoupil do státních služeb v Českém království. Začínal jako konceptní praktikant u zemského gubernia, na stejné pozici přešel v roce 1826 ke krajskému úřadu v Plzni, poté byl krajským komisařem v Písku a Kouřimi. Jako guberniální tajemník působil od roku 1832 v Linci, poté se vrátil do Čech a v letech 1840–1845 zastával funkci hejtmana Klatovského kraje, poté byl v letech 1845–1848 krajským hejtmanem v Olomouci. V roce 1848 získal titul dvorního rady. Během působení v Olomouci z titulu své funkce realizoval císařský manifest o rozpuštění kroměřížského sněmu a příslušnou vyhlášku předal předsedovi sněmu F. Smolkovi, ten ji ale odmítl převzít.  
Po reorganizaci státní správy byl v letech 1849–1852 byl prezidentem krajské vlády v Praze, následně byl zemským prezidentem v Krakově (1852–1856). Po návratu do Vídně působil znovu v různých státních úřadech a v letech 1861–1864 byl také poslancem českého zemského sněmu. V letech 1862–1866 byl prezidentem Nejvyššího účetního kontrolního úřadu a nakonec v letech v letech 1866–1877 prezidentem Nejvyššího účetního dvora (K. K. Oberster Rechnungshof). Poslední léta života strávil ve Vídni v domě v ulici Kärntnerstrasse 37. Pohřben byl ve Zdibech, odkud pocházela jeho manželka. 
V roce 1854 získal titul c. k. tajného rady s nárokem na oslovení Excelence. Za zásluhy byl nositelem Řádu železné koruny I. třídy (1864), velkokříže Leopoldova řádu (1866) a velkokříže Řádu sv. Štěpána (1875). V roce 1867 byl jmenován doživotním členem rakouské Panské sněmovny. Získal čestné občanství v Praze, Olomouci, Klatovech a Krakově. Zastával také řadu čestných funkcí, byl například protektorem Zaopatřovacího ústavu pro děti v Klatovech nebo čestným členem Spolku Muzea Františka Karla v Horním Rakousku.
Jeho manželkou byla Mathilde Ahsbasová, dcera Georga Ahsbase, bohatého obchodníka s koňmi a majitele panství Zdiby u Prahy. Manželství zůstalo bezdětné. 
Jeho jméno nesou Mercandinovy sady v Klatovech, městský park založený v roce 1841.